# Compton Mackenzie
Sir Edward Montague Compton Mackenzie (West Hartlepool, 17 gennaio 1883 – Edimburgo, 30 novembre 1972) è stato uno scrittore scozzese e, sebbene fosse nato in Inghilterra, un sostenitore dell'indipendenza della Scozia.
Fu autore dei romanzi The Passionate Elopement del 1911, Carnival del 1912, Sinister Street del 1913/1914, Extremes Meet del 1928, Whisky Galore! del 1947, Rockets Galore del 1957 e dell'autobiografia My Life and Times scritta tra il 1963 e il 1971.

## Biografia
Era nato in una famiglia dalla tradizione teatrale. Suo padre, Edward Compton, era un attore ed un impresario di una compagnia teatrale, mentre la sorella, Fay Compton, interpretò molti lavori di James M. Barrie, tra cui Peter Pan. Suo nipote era il regista cinematografico Anthony Pelissier.
Mackenzie si impegnò profondamente per ricostruire il percorso dei suoi antenati nella sua patria spirituale nelle Highlands scozzesi e, durante tutta la sua lunga e vivace esistenza, mostrò un costante e tenace interesse per il gaelico scozzese. Come ha in seguito detto il suo biografo Andro Linklater «Mackenzie non era scozzese di nascita, e non parlava come uno scozzese. Nondimeno il suo immaginario era veramente e pienamente scozzese.»
Dal 1913 al 1920 visse con la consorte Faith Stone nell'isola di Capri a Villa Solitaria.
Durante la Seconda guerra mondiale prestò servizio per il MI6 nella zona del Mar Mediterraneo orientale e, in seguito, pubblicò quattro libri nei quali raccontava le proprie esperienze belliche, tra cui The three couriers. Dal 1920 al 1923 fu reggente delle isole Herm e Jethou, parte dell'arcipelago delle Isole del Canale: per questa esperienza la sua figura presenta molte analogie con il protagonista del racconto di D. H. Lawrence The Man Who Loved Islands, anche se Lawrence stesso ha detto che «...il personaggio non si identifica con lui più di quanto non si identifichi con me stesso». Mackenzie comunque chiese a Martin Secker, che era l'editore di entrambi gli scrittori, di non stampare il racconto, che fu così lasciato fuori da una raccolta in cui doveva essere originariamente inserito.

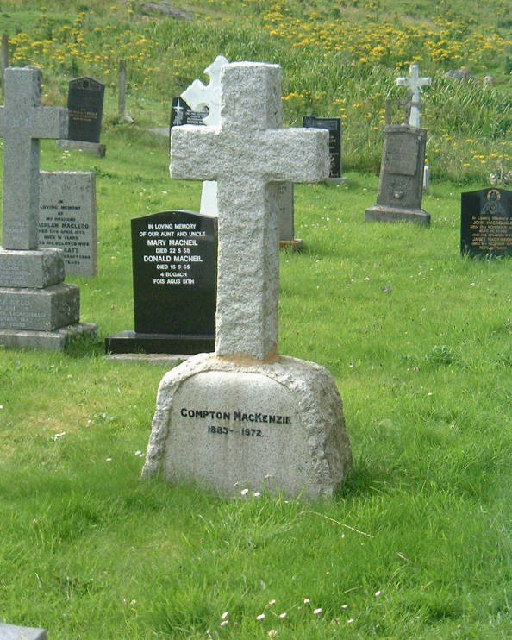
La tomba di Compton MacKenzie, Eolaigearraidh, Barra

Sir Compton Mackenzie, forse noto soprattutto per le commedie ambientate alle Isole Ebridi Whisky Galore e Monarch of the Glen (dalle quali sono stati tratti rispettivamente un film di grande successo e una miniserie televisiva), pubblicò un centinaio libri di diverso soggetto, tra i quali un'autobiografia in dieci volumi. Tra i romanzi, The Four Winds Of Love viene considerato il lavoro più riuscito ed importante.
Tra le sue molte attività, nel 1923 fu, insieme al cognato Christopher Stone, il fondatore di The Gramophone, una rivista di musica classica ancora nota e considerata.
Ardente giacobita, fu il terzo Governatore generale della Royal Stuart society. Oltre alla sua attività di scrittore, si cimentò anche come attore, attivista politico ed annunciatore radiofonico.
Si sposò tre volte. La prima volta nel 1905 con Faith Stone, che morì nel 1960. Nel 1962 si risposò con Christina MacSween, la quale morì l'anno seguente. La sua ultima moglie, nel 1965, fu la sorella della seconda moglie, Lillian MacSween.
Cofondatore del Partito Nazionale Scozzese, negli anni trenta Mackenzie fece costruire una casa sull'isola di Barra in Scozia, una delle tante isole europee in cui nel corso della vita si stabilì temporaneamente. La solitudine dell'isola gli fece trovare una particolarmente felice ispirazione e vena creativa e lì prestò aiuto a molti esponenti della comunità, che descrisse come «aristocratici della democrazia». Uno di questi amici fu John MacPherson, noto anche con il soprannome di The Coddy. Il figlio di MacPherson, Neil, ha ricordato Mackenzie come un uomo di dall'enorme immaginazione, generosità e talento.
L'amore di Sir Compton Mackenzie per le Highlands scozzesi era così grande che alla sua morte venne sepolto proprio a Barra, luogo dove è ricordato con commozione.

## Opere (selezione)
- The Gentleman in Grey (1907)
- The Passionate Elopement (1911)
- Carnival (1912)
- Sinister Street (1914)
- Guy and Pauline (1915)
- The Early Life and Adventures of Sylvia Scarlett (1918) (La strana vita di Sylvia Scarlett, Milano, Garzanti, 1947, prima traduzione italiana di Mario Benzi). Da questo romanzo venne tratto nel 1935 il film Sylvia Scarlett con Katharine Hepburn e Cary Grant, edizione italiana Il diavolo è femmina.
- The Altar Steps (1922)
- Santa Claus in Summer (1924)
- The Old Men Of the Sea (1924)
- Vestal Fire (1927)
- Extraordinary Women (Donne pericolose) (1928)
- Gallipoli Memories (1929)
- Athenian Memories (1931)
- Greek Memories (1932)
- The Monarch of the Glen (1941)
- The Four Winds of Love (Quattro venti dell'amore, 6 volumi 1937–45)
- Whisky Galore! (1947)
- Eastern Epic (1951)
- The Rival Monster (1952)
- Rockets Galore (1957)
- Thin Ice (1956)
- The Lunatic Republic (1959)
- The Stolen Soprano (1965)
- My Life and Times (autobiografia)(1971)